# Hyphantrophaga hyphantriae
Hyphantrophaga hyphantriae är en tvåvingeart som först beskrevs av Townsend 1891.  Hyphantrophaga hyphantriae ingår i släktet Hyphantrophaga och familjen parasitflugor. Inga underarter finns listade i Catalogue of Life.